# Posłowie na Sejm Republiki Litewskiej 2020–2024
Posłowie na Sejm Republiki Litewskiej 2020–2024 zostali wybrani w wyborach parlamentarnych, które odbyły się w dwóch turach: 11 i 25 października 2020. W ich wyniku obsadzono 141 mandatów w Sejmie Republiki Litewskiej.
Czteroletnia kadencja rozpoczęła się 13 listopada 2020. Przewodniczącym Sejmu została Viktorija Čmilytė-Nielsen, pełniła tę funkcję do końca kadencji. Pod koniec kadencji trzy mandaty poselskie pozostały nieobsadzone.

## Lista posłów według frakcji

### Związek Ojczyzny
- Vilija Aleknaitė-Abramikienė
- Arvydas Anušauskas
- Dalia Asanavičiūtė
- Audronius Ažubalis
- Agnė Bilotaitė
- Antanas Čepononis
- Justas Džiugelis
- Aistė Gedvilienė
- Jonas Gudauskas
- Irena Haase
- Angelė Jakavonytė, od 15 listopada 2022[2]
- Sergejus Jovaiša
- Vytautas Juozapaitis
- Laurynas Kasčiūnas
- Vytautas Kernagis
- Dainius Kreivys
- Andrius Kupčinskas
- Paulė Kuzmickienė
- Gabrielius Landsbergis
- Mindaugas Lingė
- Matas Maldeikis
- Kęstutis Masiulis
- Bronislovas Matelis
- Antanas Matulas
- Radvilė Morkūnaitė-Mikulėnienė
- Andrius Navickas
- Kęstutis Navickas, od 18 kwietnia 2023[3]
- Monika Navickienė
- Žygimantas Pavilionis
- Rasa Petrauskienė, od 21 marca 2023[4]
- Audrius Petrošius
- Liuda Pociūnienė
- Arvydas Pocius
- Edmundas Pupinis
- Valdas Rakutis
- Jurgis Razma
- Jurgita Sejonienė
- Vilius Semeška, od 25 stycznia 2023[5]
- Gintarė Skaistė
- Mindaugas Skritulskas
- Linas Slušnys
- Kazys Starkevičius
- Algis Strelčiūnas
- Ingrida Šimonytė
- Jurgita Šiugždinienė
- Justinas Urbanavičius
- Arūnas Valinskas
- Andrius Vyšniauskas
- Emanuelis Zingeris

### Litewski Związek Rolników i Zielonych
- Valius Ąžuolas
- Guoda Burokienė
- Algimantas Dumbrava
- Dainius Gaižauskas
- Ligita Girskienė
- Jonas Jarutis
- Eugenijus Jovaiša
- Dainius Kepenis
- Gintautas Kindurys
- Asta Kubilienė, od 26 listopada 2020[6]
- Deividas Labanavičius
- Aušrinė Norkienė
- Giedrius Surplys
- Rimantė Šalaševičiūtė
- Robertas Šarknickas
- Stasys Tumėnas
- Juozas Varžgalys

### Frakcja Demokratów „W imię Litwy”
Wybrani z ramienia Litewskiego Związku Rolników i Zielonych
- Rima Baškienė
- Linas Kukuraitis
- Kęstutis Mažeika
- Rūta Miliūtė
- Laima Nagienė
- Jekaterina Rojaka, od 16 lipca 2024[7]
- Lukas Savickas
- Saulius Skvernelis
- Algirdas Stončaitis
- Tomas Tomilinas

Wybrana z ramienia Litewskiej Partii Socjaldemokratycznej
- Vilija Targamadzė

Wybrany z ramienia Litewskiej Socjaldemokratycznej Partii Pracy
- Zigmantas Balčytis

Wybrany z ramienia Litewskiej Partii Zielonych
- Algirdas Butkevičius

Wybrana z ramienia Partia Wolności
- Silva Lengvinienė

Wybrani jako kandydaci niezależni
- Vytautas Bakas
- Domas Griškevičius

### Litewska Partia Socjaldemokratyczna
- Tomas Bičiūnas
- Rasa Budbergytė
- Liudas Jonaitis
- Linas Jonauskas
- Vidmantas Kanopa
- Gintautas Paluckas
- Orinta Leiputė
- Julius Sabatauskas
- Eugenijus Sabutis
- Matas Skamarakas, od 26 września 2023[8]
- Algirdas Sysas
- Dovilė Šakalienė
- Kęstutis Vilkauskas

Wybrany z ramienia Partii Pracy
- Vigilijus Jukna

### Ruch Liberalny Republiki Litewskiej
- Virgilijus Alekna
- Andrius Bagdonas
- Juozas Baublys
- Eugenijus Gentvilas
- Simonas Gentvilas
- Ričardas Juška
- Raimundas Lopata
- Arminas Lydeka
- Viktoras Pranckietis
- Edita Rudelienė, od 10 maja 2021[9]
- Romualdas Vaitkus
- Jonas Varkalys

### Partia Wolności
- Kasparas Adomaitis
- Aušrinė Armonaitė
- Morgana Danielė
- Ewelina Dobrowolska
- Marius Matijošaitis
- Vytautas Mitalas
- Monika Ošmianskienė
- Ieva Pakarklytė
- Tomas Vytautas Raskevičius
- Artūras Žukauskas

### Litewska Partia Regionów
Wybrani z ramienia Litewskiego Związku Rolników i Zielonych
- Laima Vyskupaitytė-Mogenienė
- Zenonas Streikus
- Antanas Vinkus

Wybrani z ramienia Partii Pracy
- Valentinas Bukauskas
- Vaida Giraitytė-Juškevičienė
- Andrius Mazuronis

Wybrani z ramienia Litewskiej Socjaldemokratycznej Partii Pracy
- Andrius Palionis
- Jonas Pinskus

Wybrana z ramienia Akcji Wyborczej Polaków na Litwie
- Beata Pietkiewicz

### Frakcja łączona
Wybrani z ramienia Partii Pracy
- Viktoras Fiodorovas
- Vytautas Gapšys
- Aidas Gedvilas
- Ieva Kačinskaitė-Urbonienė
- Mindaugas Puidokas
- Artūras Skardžius, od 10 marca 2021[10]

Wybrani z ramienia Akcji Wyborczej Polaków na Litwie
- Czesław Olszewski
- Rita Tamašunienė

Wybrana z ramienia Litewskiego Związku Rolników i Zielonych
- Agnė Širinskienė

Wybrany jako kandydat niezależny
- Valdemaras Valkiūnas

### Przewodniczący Sejmu
Wybrana z ramienia Ruchu Liberalnego Republiki Litewskiej
- Viktorija Čmilytė-Nielsen (nie przystąpiła do żadnej frakcji)

## Posłowie, których mandat wygasł w trakcie kadencji
- Ramūnas Karbauskis, z ramienia LVŽS, do 24 listopada 2020, zrzeczenie[11]
- Antanas Guoga, z ramienia DP, do 19 lutego 2021, zrzeczenie
- Kęstutis Glaveckas, z ramienia LRLS, do 30 kwietnia 2021, zgon[12]
- Laima Andrikienė, z ramienia TS-LKD, do 14 listopada 2022, zrzeczenie
- Kristijonas Bartoševičius, z ramienia TS-LKD, do 24 stycznia 2023, zrzeczenie
- Stasys Šedbaras, z ramienia TS-LKD, do 16 marca 2023, zrzeczenie
- Mykolas Majauskas, z ramienia TS-LKD, do 6 kwietnia 2023, zrzeczenie
- Arvydas Nekrošius, z ramienia LVŽS, do 19 kwietnia 2023, zrzeczenie
- Petras Gražulis, wybrany jako kandydat niezależny, do 18 grudnia 2023, pozbawienie mandatu decyzją Sejmu[13], mandat pozostał nieobsadzony
- Remigijus Žemaitaitis, z ramienia Wolności i Sprawiedliwości, do 2 maja 2024, zrzeczenie[14], mandat pozostał nieobsadzony
- Paulius Saudargas, z ramienia TS-LKD, do 15 lipca 2024, zrzeczenie, mandat pozostał nieobsadzony
- Aurelijus Veryga, z ramienia LVŽS, do 15 lipca 2024, zrzeczenie